# Пенчо Славејков
Пенчо Петков Славејков (буг. Пенчо Петков Славейков; Трјавна, 27. април 1866 — 10. јун 1912) био је бугарски песник и један од чланова књижевног круга „Мисао”. Био је најмлађи син писца и политичара Петка Славејкова.

## Биографија
Рођен је у граду Трјавна у Бугарској, у породици Ирине и Петка Славејкова, који имају још шесторо деце - Христо, Иван, Рачо, Рајко, Донка и Пенка. Његовом оцу је било тешко да га школује, али је набавио новац да пошаље сина у школу. Школује се у Старој Загори, где му је отац 1876. постао учитељ. Сведок је пожара града за време Руско-турског рата, и те успомене му служе при настанку "Крваве песме". Породица Славејков се једва опоравила од пожара и преселила се у Трново.
Након завршетка рата сели се у Сливен, а 1879. поново у Трново, где издаје новине "Остен" и "Целокупна Бугарска" и учествује у њиховом ширењу. Крајем 1879. цела породица се насељава у Софији, где се Славејков школује до 1881. Након увођења режима акредитације, његов отац, један од вођа Либералне партије, је ухапшен, након чега он одлази у Источну Румелију.
Пенчо Славејков наставља своје образовање у Пловдиву. 1883. године постаје један од вођа ученичког метежа у Пловдивској реалној гимназији против лоших предавања. У том периоду је под утицајем не само свог оца, него и његовог пријатеља Петка Каравелова. У том периоду се рађа љубав према народном стваралаштву. Отац и деца записују народне приче, песме, легенде, стара предања. Славејков често у то укључује и путописе, фолклорна, етнографска и језичка проучавања.
У јануару 1884. године је заспао на залеђеној реци Марици и тешко оболео. Упркос продуженом лечењу у Пловдиву, Софији, Лајпцигу, Берлину и Паризу, остале су му последице за цео живот - отежано кретање, говори и пише са потешкоћама. Након тромесечне борбе са смрћу, Славејков се одаје мрачним мислима, меланхолији, и тражи лек у књигама и стварању. Да би изашао из тешке кризе помогле су му књиге Ивана Тургенева и В.Г. Короленка "Живе мошти" и "Слепи музичар". У борби са невољама он почиње да гледа на страдање као велики учитељ.

## Почетак књижевне делатности
Средином 1884. године породица Пенча Славејкова се враћа у Софију. 1885. се зближава са Алеком Константиновим.Њих двојица сарађују у преводу руских песника у новинама "Библиотека Свети Климент". Ово објашњава његов критички однос ка стамболовизму и уопштено ка друштвено-политичкој делатности. Са овим критичким односом су дошле и његове песме са краја 1880. године и прве половине 1890. године ( "Очев крај", "Дим до Бога", "Цар Давид"). У исто време Славејков пише и интимну лирику. Сакупља је у првој књизи "Момине сузе", настала под утицајем Хајне. Брзо је схватио незрелост књиге и годину дана након издања узима непродате примерке и пали их.
1892. године одлази у Лајпциг да студира филозофију. Тамо редовно сарађује у настанку новина "Мисао" и "Бугарска збирка", пише песме "Ралица", "Бојко" и "Нераздвојни" и прве главе епопеје "Крвава песма".Доста корисно за његово стваралаштво је показује његово познанство са Маром Белчевом, са којом има сличне интересе као песник и остају добри пријатељи цео живот.
Као студент, Славејков поставља себи циљ да рашири животне, филозофске, етничке погледе, да учи од великих ствараоца. Његов интерес ка склуптури га води ка Лајпцишком друштву љубитеља уметности. Посећује много позоришних премијера, преводи доста немачких дела, упознаје се са скандинавском литературом. Још на првој години студија изабран је за председника бугарске секције под називом "Словенско академско друштво". Дипломирао је 1896. године.

## Круг "Мисао"
Славејков се враћа у Бугарску почетком 1898. године и исте године постаје активан члан Бугарског књижевног друштва, које се данас назива Бугарска академија наука. Постао је учитељ у Софијској мушкој гимназији,а касније пребачен у Народну библиотеку у Софији. Постаје близак помоћник Крста Крстева у редакцији часописа "Мисао" и у центру је књижевног круга.
Много важан аспект његовог живота је његова љубав са песникињом Маром Белчевом, удовицом. Поред заједничког живота са њом, они заједно преводе дела и раде на издавању његове песме "Крвава песма".
Пенчо Славејков је поддиректор (1901.-1909) и директор (1909.-1911) Народне библиотеке, директор Народног позоришта (1908.-1909).
Почетком марта 1911. године је послат у Цариград, Атину, Неопољ, Соренто и Рим да се упозна са библиотечким зградама и развитком библиотечких дела.
Дана 10. јула 1911. године министар просвете Стефан Бобчев га смењује са позиције директора Народне библиотеке и ставља га за уредника ученичког музеја Министарства народног просветитељства. Он не прихвата ову понуду и одлази у иностранство. Крајем вгуста се сели у Цирих. Живи у разним местима - Луцерн, Лугано.Јак душевни бол му нарушава здравље. Прави херојске подвиге да би наставио да ради. Крајем новембра одлази у Италију. Најдуже се задржава у Риму, 3 месеца. У мају 1912. године поново путује - Фиренца, планине, тражећи душевни и телесни мир. Крајем месеца стиже у мали градић Брунате, које се налази између језера Лаго ди Комо и града Комо, где 10. јуна умире. У Бугарској, која ће тек за 4 године примити Грегоријански календар, је и даље 28. мај. Сахрањен је на сеоском гробљу, а 1921. године његове кости су пренете у Бугарску.
Године 2007. је постављен његов споменик у библиотеци у Брунату. У Риму, у улици у којој је живео, је постављена плоча са његовим именом.